# جانيآباد (مقاطعة فراشبند)
جانيآباد (بالفارسية: جانی‌آباد) هي قرية تقع في قسم نوجين الريفي في إيران. يقدر عدد سكانها بـ 182 نسمة .